# Desaparición de poderes en los estados de México
La desaparición de poderes es un proceso legal, mediante el cual se declara que por distintas causas, que pueden ser políticas o sociales, han dejado de existir como tales los poderes públicos de un estado de la federación de México y por lo tanto el gobierno federal, en este caso el Senado de la República, interviene por sobre la soberanía de un estado para designar nuevos poderes que sustituyan a los desaparecidos. 
La desaparición de poderes es una facultad exclusiva del Senado de la República según contempla el artículo 76 de la Constitución Política de los Estados Unidos Mexicanos, y es un proceso equivalente a la Intervención federal en provincias existente en Argentina.

## Regulación
La aplicación de la desaparición de poderes se regula por la Ley Reglamentaria de la Fracción V del Artículo 76 Constitucional, promulgada en 1978 (con anterioridad a esa fecha no existía reglamento, se utilizaba únicamente el texto del artículo constitucional), la declaratoria conlleva la desaparición de los tres poderes públicos de una entidad, es decir, ejecutivo, legislativo y Judicial y ante esta desaparición corresponde al Senado el nombramiento de un Gobernador provisional (cuando desaparece únicamente el titular del poder ejecutivo, es decir el gobernador y que puede ser por renuncia, licencia o fallecimiento, la facultad de nombrar a su sustituto es exclusiva del Congreso del Estado, sin intervención federal) y se establecen las siguientes causales para hacer la declaratoria correspondiente:

Cuando los titulares de los poderes constitucionales:
- Quebranten los principios del régimen federal.
- Abandonaren el ejercicio de sus funciones, a no ser que medie causa de fuerza mayor.
- Estén imposibilitados del ejercicio de las funciones inherentes a sus cargos con motivo de situaciones o conflictos causados o propiciados por ellos mismos, que afecten la vida del Estado, impidiendo la plena vigencia del orden jurídico.
- Se prorroguen en sus cargos después de fenecido el período para el que fueron nombrados y no se hubieran celebrado elecciones para elegir a los sustitutos.
- Promovieren o adoptaren forma de gobierno o base de organización política distintas de las fijadas en los artículos 40 y 115 de la Constitución General de la República.

La solicitud de declaración de desaparición de poderes la podrán realizar los senadores o diputados federales de la entidad afectada o ciudadanos de la misma entidad. Como facultad exclusiva del Senado, no puede ser atendida por la Comisión permanente del Congreso, que dado el caso, debe de convocar al Senado a reunirse para recibir la solicitud.
En caso de que el Senado certifique que en efecto han desaparecido los poderes y haga la declaratoria respectiva, a partir de ese momento cesan como tales los poderes constitucionales, y el Senado deberá solicitar del Presidente de la República la presentación de una terna, de entre cuyos miembros habrá de nombrador Gobernador Provisional de la entidad afectada. Esta terna se deberá de presentar en los siguientes tres días y si no se presenta el Senado designará libremente al Gobernador provisional, o en caso de que el Senado, ya habiendo declarado la desaparición de poderes se encontrara en receso, la Comisión Permanente podrá hacer la designación de gobernador, en todos los casos solo podrá ser designado gobernador quién cumpla los requisitos señalados para el cargo por la Constitución del estado.
Cabe destacar que la atribución del Senado es la de certificar que ya han desaparecido los poderes públicos y no el declararlos desaparecidos por derecho propio.
El Gobernador provisional deberá de proceder entonces a convocar elecciones para Gobernador Constitucional y para diputados al Congreso del Estado, que deberán llevarse a cabo dentro los siguientes seis meses a su nombramiento y nombrará los nuevos Magistrados del Tribunal Superior de Justicia del estado, que deberán de ser ratificados o no por el nuevo Congreso estatal una vez que sea electo.

## Historia
La desaparición de poderes históricamente tiene su origen en el restablecimiento del Senado por el entonces presidente Sebastián Lerdo de Tejada en 1875; desde entonces más que como un medio de mantener el orden constitucional en los estados, fue vista como un arma del presidente en turno para controlar a los gobernadores y en su caso sustituirlos por otros más afines a sus intereses.
La Constitución de 1917 mantuvo la desaparición de poderes como atributo del Senado, como se ha mencionado con anterioridad en el Artículo 76, sin embargo hasta 1978 este artículo no estuvo reglamentado, es decir, se aplicaba a discrecionalidad de los integrantes del Senado en turno, pues que no había una serie de requisitos establecidos para poder evaluar una desaparición de poderes.
Desde 1917 y luego de consolidarse el gobierno del sistema político mexicano, en el cual el presidente de la República concentraba un gran poder y los diferentes órganos de gobierno, aun de otros poderes y entidades seguían las directrices que les marcaba, la desaparición de poderes se convirtió en un arma política, mediante la cual el presidente "castigaba" a aquellos gobernadores que de alguna manera se habían rebelado al poder presidencial, pertenecían a otro grupo político o respondían a intereses diferentes al del Presidente; también se dieron caso en que se desaparecieron poderes si en casos de desorden interno de los estados y mediante este procedimiento se ponía orden.
La última ocasión en que se declaró la desaparición de poderes en un estado fue el 29 de abril de 1975 en Hidalgo, durante el gobierno de Luis Echeverría Álvarez. El siguiente presidente, José López Portillo a instancias de su Secretario de Gobernación, Jesús Reyes Heroles promovió la reglamentación del artículo, que dio origen en 1978 a la Ley Reglamentaria de la Fracción V del Artículo 76 Constitucional, que definía claramente en que caso procedía la desaparición de poderes y cuales eran los procedimientos para ella, pero sobre todo establecía que el Senado únicamente certificaba una desaparición ya dada y no desaparecía los poderes por sí mismo. Desde que fue reglamentado el proceso, no ha vuelto a ser utilizado.
De 1917 a 1975 fueron declarados desaparecidos los poderes de alguna entidad en 6 ocasiones, que a continuación se enumeran:
| Fecha                    | Estado           | Gobernador depuesto       | Gobernador designado          | Razones de la declaratoria |
| ------------------------ | ---------------- | ------------------------- | ----------------------------- | --- |
| 12 de diciembre de 1885  | Nuevo León       | Mauro Sepúlveda           | Bernardo Reyes                | Ausencia del Congreso Local (Poder Legislativo) y del gobernador interino (Poder Ejecutivo)                                                                                   |
| 7 de mayo de 1918        | Tamaulipas       | Luis Caballero            | Andrés Osuna                  | Dos diferentes Gobernadores y Congresos estatales se atribuían la legitimidad.                                                                                                |
| 11 de noviembre de 1918  | Guerrero         | Silvestre G. Mariscal     | Francisco Figueroa            | El Gobernador y el Congreso del Estado se rebelaron contra el gobierno federal                                                                                                |
| 22 de agosto de 1919     | Tamaulipas       |                           | Francisco González Villareal  | |
| 25 de septiembre de 1920 | Michoacán        |                           | Primo Serranía Mercado        | Habían desaparecido los poderes con motivo del Plan de Agua Prieta |
| 8 de junio de 1920       | Guanajuato       |                           | Enrique Colunga               | Habían desaparecido los poderes con motivo del Plan de Agua Prieta |
| 25 de junio de 1920      | Querétaro        |                           | Rómulo de la Torre            | Habían desaparecido los poderes con motivo del Plan de Agua Prieta |
| 5 de julio de 1920       | Jalisco          | Ignacio Ramos Praslow     | Francisco Labastida Izquierdo | Habían desaparecido los poderes con motivo del Plan de Agua Prieta |
| 5 de julio de 1920       | Tamaulipas       |                           | José Morante                  | Habían desaparecido los poderes con motivo del Plan de Agua Prieta |
| 5 de julio de 1920       | Estado de México | Darío López               | Abundio Gómez                 | Habían desaparecido los poderes con motivo del Plan de Agua Prieta |
| 19 de julio de 1920      | Puebla           | Rafael Rojas              | Luis Sánchez Pontón           | Habían desaparecido los poderes con motivo del Plan de Agua Prieta |
| 5 de julio de 1920       | Campeche         | Eduardo Arceo             | Gonzalo Sales Guerrero        | Habían desaparecido los poderes con motivo del Plan de Agua Prieta |
| 5 de julio de 1920       | Yucatán          | Enrique Recio             | Antonio Ancona Albertos       | Habían desaparecido los poderes con motivo del Plan de Agua Prieta |
| 16 de noviembre de 1920  | Morelos          |                           | Ismael Velasco                | La situación interna del estado no permitía el establecimiento de poderes |
| 14 de febrero de 1924    | Tamaulipas       | César López de Lara       | Gregorio Garza Salinas        | El gobernador constitucional se levantó en armas contra el gobierno federal                                                                                                   |
| 31 de marzo de 1924      | Puebla           |                           | Alberto Guerrero              | Los poderes locales se declararon en rebeldía |
| 28 de abril de 1924      | Oaxaca           |                           | Isaac M. Ibarra               | |
| 12 de septiembre de 1924 | Morelos          |                           | Ismael Velasco                | |
| 29 de diciembre de 1924  | Chiapas          |                           | César Córdoba                 | No se había verificado elecciones libres |
| 24 de febrero de 1927    | Nayarit          | Ricardo Velarde           | Francisco Ramírez Romano      | Se acusó a un grupo de tomar el control del Congreso del Estado |
| 1 de julio de 1927       | Puebla           | Manuel P. Montes          | Donato Bravo Izquierdo        | Había tres corporaciones que se titulaban Congreso del Estado y el gobernador era acusado de diversos delitos                                                                 |
| 20 de octubre de 1927    | Veracruz         | Andrés Gómez              | Abel S. Rodríguez             | La Legislatura se había dividido y después al gobernador |
| 20 de octubre de 1927    | Chiapas          | Luis P. Vidal             | Federico Martínez Rojas       | Los poderes constitucionales fomentaban la rebelión contra el gobierno federal                                                                                                |
| 24 de octubre de 1929    | Nayarit          | Esteban Baca Calderón     | Francisco Anguiano            | El gobernador fue acusado de diversos delitos |
| 8 de marzo de 1930       | Jalisco          |                           | José María Cuéllar            | A consecuencia de la Guerra Cristera habían desaparecido los poderes |
| 10 de agosto de 1931     | Nayarit          | Luis Castillo Ledón       | Juventino Espinoza            | El gobernador y la legislatura local se encontraban enfrentados |
| 15 de octubre de 1931    | Jalisco          | José María Ceballos       | Juan de Dios Robledo          | El Congreso del Estado había destituido al gobernador sin estar facultado para ello                                                                                           |
| 10 de agosto de 1931     | Colima           | Laureano Cervantes        | Pedro Torres Ortiz            | Las autoridades constitucionales había manipulado un proceso electoral |
| 24 de septiembre de 1931 | Durango          | José Ramón Valdéz         | Lorenzo Gámiz                 | El gobernador anterior fue acusado de mantener tratos con el Arzobispo de Durango                                                                                             |
| 1 de junio de 1932       | Guanajuato       | Enrique Hernández Álvarez | José J. Reynoso               | El gobernador fue acusado de violaciones a las garantías individuales |
| 16 de enero de 1933      | Tlaxcala         |                           | Mauro Angulo                  | Se desaparecieron los poderes por comprobarse violaciones al voto en un proceso electoral                                                                                     |
| 23 de julio de 1935      | Tabasco          | Manuel Granier González   | Aureo L. Calles               | El gobernador fue acusado de violar las leyes federales |
| 21 de agosto de 1935     | Colima           | Salvador Saucedo          | José Campero                  | Se acusó a las autoridades constitucionales de violar la Constitución |
| 5 de noviembre de 1935   | Guerrero         | Gabriel R. Guevara        | José Inocente Lugo            | El gobernador fue acusado de complicidad en el asesinato de varios campesinos en Coyuca de Catalán                                                                            |
| 16 de diciembre de 1935  | Guanajuato       | Jesús Yáñez Maya          | Enrique Fernández Martínez    | Se acusó a los poderes de fraguar una conspiración y de tomar medidas contrarrevolucionarias                                                                                  |
| 16 de diciembre de 1935  | Durango          | Carlos Real Félix         | Severino Ceniceros            | El Congreso del estado no cesó en sus funciones al terminar su periodo constitucional                                                                                         |
| 16 de diciembre de 1935  | Sinaloa          | Manuel Páez               | Gabriel Leyva Velázquez       | El gobernador fue acusado de enriquecimiento ilícito |
| 16 de diciembre de 1935  | Sonora           | Ramón Ramos Almada        | Jesús Gutiérrez Cázares       | El Gobernador fue acusado de violaciones a las garantías individuales y a la autonomía municipal                                                                              |
| 22 de septiembre de 1936 | Chiapas          | Victórico R. Grajales     | Amador Coutiño de Coss        | Las autoridades del estado fueron acusadas de obstaculizar un proceso electoral                                                                                               |
| 26 de mayo de 1938       | San Luis Potosí  | Miguel Álvarez Acosta     | Genovevo Rivas Guillén        | Los poderes locales se levantaron en armas contra el gobierno federal |
| 21 de febrero de 1941    | Guerrero         | Alberto F. Berber         | Carlos F. Carranco Cardoso    | Las autoridades del estado intervinieron en las elecciones locales |
| 19 de agosto de 1941     | San Luis Potosí  | Reynaldo Pérez Gallardo   | Ramón Jiménez Delgado         | Se consideró que los poderes se habían disgregado y desaparecido al no poder ejercer sus funciones                                                                            |
| 8 de enero de 1946       | Guanajuato       | Ernesto Hidalgo Ramírez   | Nicéforo Guerrero             | Se desaparecieron los poderes tras los acontecimientos del 2 de enero de 1946 en León en que manifestantes se enfrentaron al ejército                                         |
| 9 de abril de 1947       | Tamaulipas       | Hugo Pedro González       | Raúl Gárate Legleú            | El gobernador fue acusado de solapar el asesinato de un periodista |
| 21 de mayo de 1954       | Guerrero         | Alejandro Gómez Maganda   | Darío L. Arrieta Mateos       | Los poderes del estado fueron acusados de violar las garantías individuales                                                                                                   |
| 4 de enero de 1961       | Guerrero         | Raúl Caballero Aburto     | Arturo Martínez Adame         | Se desaparecieron los poderes tras los incidentes del 30 de diciembre de 1960 en Chilpancingo en que en una protesta estudiantil el ejército disparó contra los manifestantes |
| 4 de agosto de 1966      | Durango          | Enrique Dupré Ceniceros   | Ángel Rodríguez Solórzano     | Se desaparecieron los poderes tras los acontecimientos del Cerro de Mercado                                                                                                   |
| 31 de enero de 1975      | Guerrero         | Israel Nogueda Otero      | Xavier Olea Muñoz             | El gobernador fue acusado de fraude |
| 29 de abril de 1975      | Hidalgo          | Otoniel Miranda           | Raúl Lozano Ramírez           | Se acusó los poderes de violaciones a las garantías individuales |